# NGC 1564
NGC 1564 is een lensvormig sterrenstelsel in het sterrenbeeld Eridanus. Het hemelobject werd in 1886 ontdekt door de Amerikaanse astronoom Francis Preserved Leavenworth.

## Synoniemen
- PGC 15004
- NPM1G -15.0226